# Загорски (село)
Загорски (болг. Загорски) — село в Болгарии. Находится в Кырджалийской области, входит в общину Кирково. Население составляет 32 человека.

## Политическая ситуация
В местном кметстве Загорски, в состав которого входит Загорски, должность кмета (старосты) исполняет Мюмюн Фахредин Мехмед (Движение за права и свободы (ДПС)) по результатам выборов.
Кмет (мэр) общины Кирково —  Шукран Кязим Идриз (Движение за права и свободы (ДПС)) по результатам выборов.